# 모바일 컴퓨터 목록

아래는 모바일 컴퓨터 목록이다.
제품의 유형에 따라:
- 태블릿 컴퓨터 비교
- 스마트폰 비교
- 전자책 단말기 비교

현재 구매 가능한 제품을 포함하는 목록:
- 오픈 소스 휴대 전화 목록

- IOS 제품 목록

- 안드로이드를 구동하는 모바일 컴퓨터:
  - 블랙베리 제품 목록
  - 구글의 제품 목록
  - 화웨이 전화 목록
  - HTC 휴대 전화 목록
  - LG 휴대 전화 목록
  - 마이크로소프트 서피스 태블릿
  - 모토로라 모토
  - 노키아 제품 목록
  - 오포 전화
  - 삼성 갤럭시 전화 및 태블릿
  - 소니 에릭슨 제품 목록
  - 심비안 장치 비교
  - 샤오미의 제품

현재 판매되지 않는 제품 목록:
- 파이어폭스 OS 장치 비교
- 팜 OS 장치 목록
- 포켓 PC 장치 목록
- 윈도우 폰 8.1 장치 목록
- 윈도우 폰 8 장치 목록
- 윈도우 폰 7 장치 목록
- 윈도우 모바일 장치 목록